# Barbacoll bru
El barbacoll bru (Nonnula brunnea) és una espècie d'ocell de la família dels bucònids (Bucconidae) que habita la selva humida del sud-est de Colòmbia i l'est de l'Equador i del Perú.